# Rhopalostroma hawksworthii
Rhopalostroma hawksworthii är en svampart som beskrevs av Vaidya, A.D.M. Rayner & Whalley 1991. Rhopalostroma hawksworthii ingår i släktet Rhopalostroma och familjen kolkärnsvampar.   Inga underarter finns listade i Catalogue of Life.